# Mika Someya
Mika Someya (染谷 美佳, Someya Mika, Atibaia, Brésil le 2 juin 1983  -) est une joueuse de softball japonaise. Durant les Jeux olympiques d'été de 2008, elle remporta la médaille d'or devançant les États-Unis et l'Australie.